# Bourgogne aligoté
Le bourgogne aligoté est un vin blanc d'appellation d'origine contrôlée produit dans les départements de l'Yonne, de la Côte-d'Or et de Saône-et-Loire.
Il s'agit d'une AOC régionale, elle est donc commune à tout le vignoble de Bourgogne. Ce vin blanc est élaboré à partir du cépage aligoté, alors que l'essentiel de la production de bourgogne blanc est réalisé avec du chardonnay. Une autre appellation est spécialisée dans l'aligoté, mais avec une aire beaucoup plus restreinte : le bouzeron.

## Histoire
L'appellation est officiellement reconnue par le décret du 31 juillet 1937. Le cahier des charges de l'appellation a été modifié en décembre 2023.

## Vignobles

### Présentation
Il peut être produit dans les départements de l'Yonne, de la Côte d'Or et de Saône-et-Loire. Selon le service des Douanes, la superficie revendiquée en 2023 sous l'appellation est de 1 562 hectares. Son aire d'appellation n'est pas tout à fait la même que les autres appellations régionales (que sont le bourgogne, le coteaux-bourguignons, le bourgogne-passe-tout-grains, le bourgogne-mousseux et le crémant de Bourgogne) : les communes du Rhône (celles du vignoble du Beaujolais) en sont exclues.

#### Vignoble de l'Yonne
Dans l'Yonne, le vignoble produisant du bourgogne aligoté a une superficie de 302 hectares[Quand ?] et s'étend sur 54 communes : Coulanges-la-Vineuse, Escolives-Sainte-Camille, Jussy, Migé, Mouffy, Saint-Bris-le-Vineux, Val-de-Mercy...

#### Vignoble de la Côte-d'Or
En Côte-d'Or, la superficie de vignoble en production est d'environ 650 hectares sur 91 communes, dont Morey-Saint-Denis.

#### Vignoble de Saône-et-Loire
La superficie de production du bourgogne aligoté en Saône-et-Loire est de 740 hectares sur 154 communes parmi lesquelles Bouzeron et Chassey-le-Camp qui produisent l'appellation bouzeron de bonne réputation.

### Géologie
Le cépage aligoté pousse sur des sols argilo-calcaires.

### Encépagement

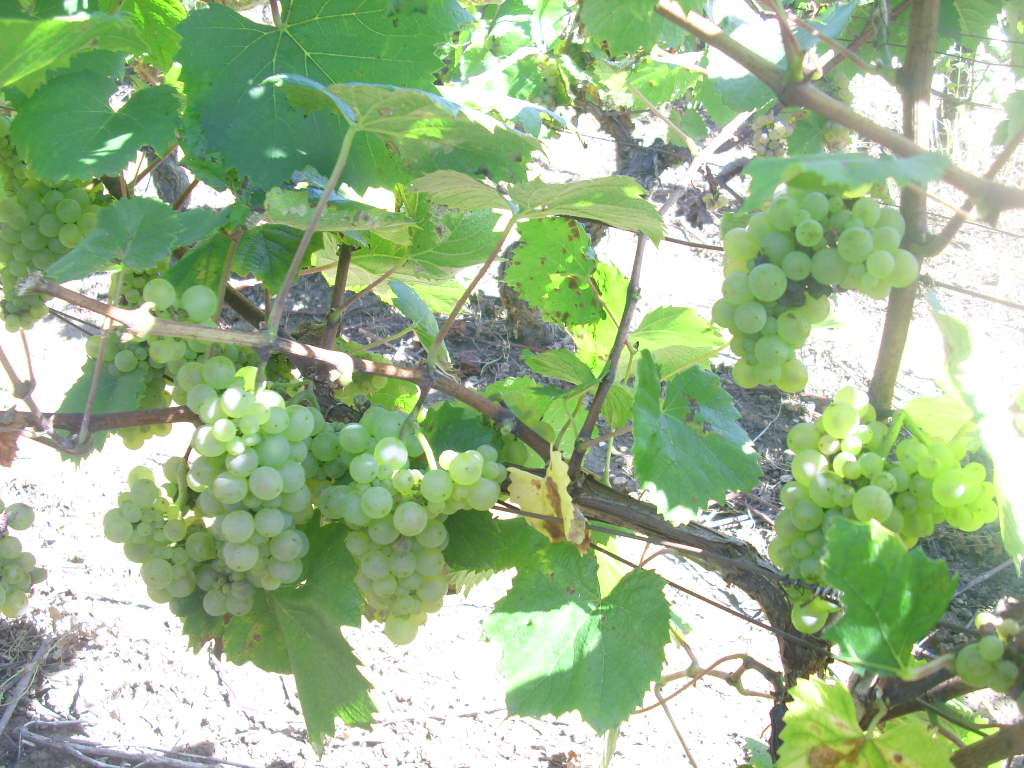
Grappes de raisin en cépage aligoté à Mellecey (71).

Le seul cépage autorisé pour l'appellation est l'aligoté B.

### Rendements
Le rendement est limité par le cahier des charges de l'appellation à un maximum de 72 hectolitres par hectare. Chaque année, ce rendement maximum peut être modifié à la hausse ou à la baisse par un arrêté du ministère de l'Agriculture, dans la limite des rendements butoirs de l'appellation, fixés à 77 hl/ha.

## Vins
Les données de production des années récentes, telles que publiées par les Douanes, sont :
| Année | Superficie (ha) | Production (hl) | Rendement (hl/ha) |
| ----- | --------------- | --------------- | ----------------- |
| 2020  | 1 642           | 107 040         | 65                |
| 2021  | 1 631           | 70 903          | 43                |
| 2022  | 1 708           | 118 071         | 69                |
| 2023  | 1 567           | 117 071         | 75                |
| 2024  | 1 612           | 61 630          | 38                |

### Gastronomie
Ce sont en général des vins au bouquet végétal, vif et frais. S'accorde bien par exemple avec une andouillette grillée, du poisson grillé, des huîtres, des salades Il se sert entre 9 et 11 degrés et se garde entre deux et trois ans.
L'aligoté peut également être utilisé pour la production de crémant de Bourgogne. C'est l'un des composants du fromage « L'éclat de Nuits ».
Il est la base de l'apéritif kir en association avec la crème de cassis.